# الغریبه
الغریبه (به عربی: الغریبة) یک منطقهٔ مسکونی در تونس است که در استان صفاقس واقع شده‌است. الغریبه ۳٬۲۵۱ نفر جمعیت دارد.